# Xposed Queer Film Festival Berlin
Das Xposed Queer Film Festival Berlin (Eigenschreibweise: XPOSED Queer Film Festival Berlin) ist ein internationales queeres Filmfestival für dokumentarische, szenische, experimentelle und Animationsfilme. Das meist viertägige Filmfestival findet seit 2006 jährlich in Berliner Kinos statt. Ziel des Festivals ist es, die gegenwärtige Situation und die Geschichte queeren Lebens in verschiedenen Regionen der Welt zu zeigen sowie auf Klassiker und vergessene Produktionen aus dem Bereich des queeren Films aufmerksam zu machen.

## Geschichte
Das Festival wurde 2006 von Bartholomew Sammut gegründet. Anfangs widmete es sich der Aufgabe, preisgekrönte queere Kurzfilme aus Australien einem internationalen Publikum zu zeigen. Später erweiterte sich das Spektrum auf queere Spiel- und Kurzfilme aus einer Vielzahl von Ländern. Jedes Jahr stehen etwa 50 Kurzfilme in sechs bis acht Kurzfilmprogrammen und zwölf bis siebzehn Langfilme auf dem Programm.
Dabei verfolgen die Veranstalter das Ziel, die gegenwärtige Situation und die Geschichte queeren Lebens in verschiedenen Regionen der Welt zu zeigen. Deshalb beschränkt sich das Programm nicht auf Aktuelles, sondern enthält auch Klassiker des queeren Films und lange vergessene Filme. Zu sehen sind Animationen ebenso wie dokumentarische, szenische und experimentelle Filme. Sowohl formal als auch inhaltlich gebe es auf dem Festival kaum klassisch-narrative Filme, so Festivalleiterin Merle Groneweg 2022. Sie zeigte zwei Entwicklungslinien der eingereichten Filme auf: Queere Filme zeigten nicht mehr so viele leidvolle Geschichten und die Themen reichten weit über das klassische Coming-out hinaus.
Die Filme werden an meist vier Tagen im Kino Moviemento, Wolf Kino, Il Kino, Babylon Kreuzberg und weiteren Kinos in Berlin gezeigt.

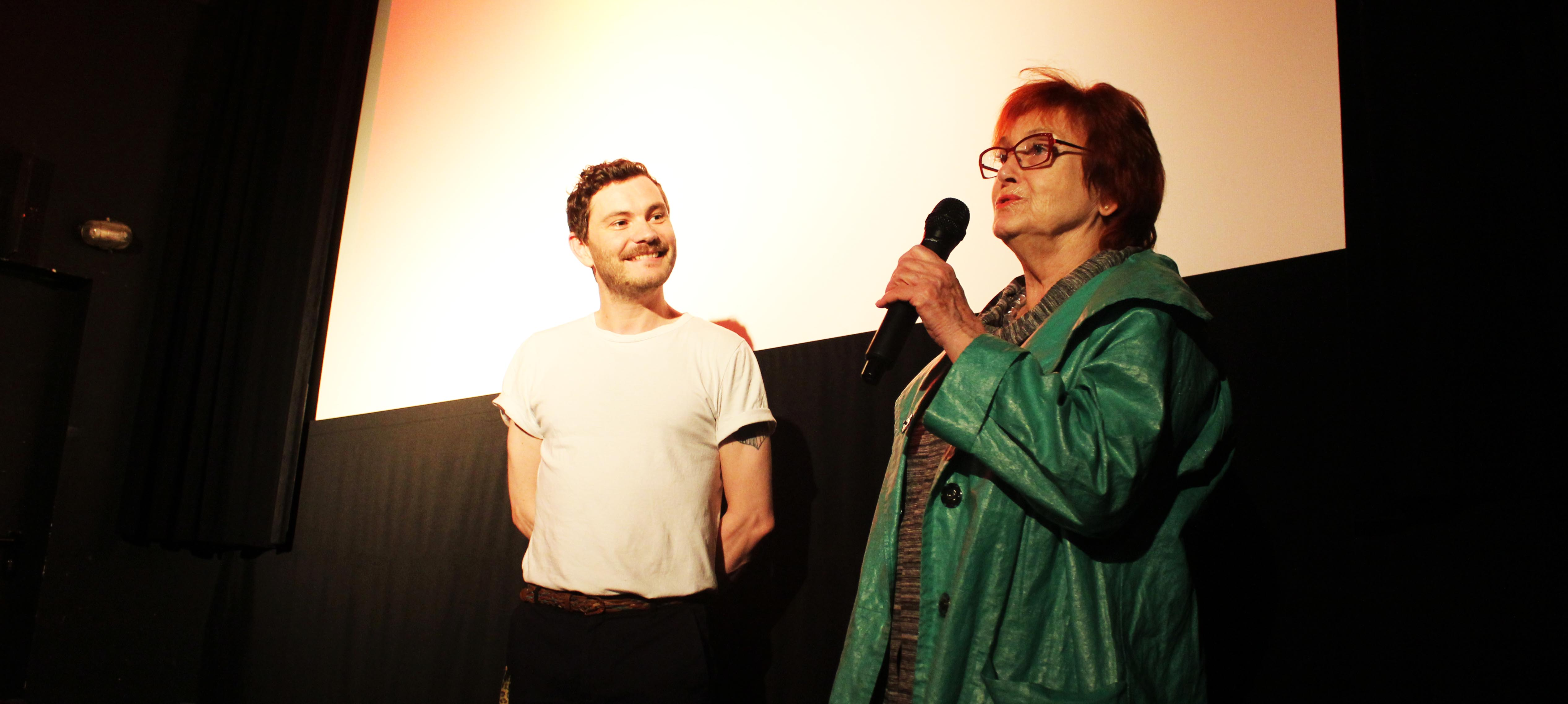
Michael Stütz und Valie Export (2017)

Das Festival wird seit 2019 vom Verein Xposed e. V. getragen. Die Festivalleitung lag einige Jahre in den Händen von Bartholomew Sammut und Michael Stütz, dem späteren Leiter der Sektion Panorama der Berlinale.
2020 gab es eine Zusammenarbeit des XPOSED Queer Film Festival Berlin mit der Berlinischen Galerie im Rahmen des Onlineprojekts On and About. Queere Sichtbarkeiten in der Sammlung der Berlinischen Galerie. Sechs Kurzfilme aus vergangenen Festivalprogrammen und aus der Auswahl 2021 wurden online und im IBB-Raum der Galerie gezeigt.
Das Festival wird vom Berliner Senat gefördert.

## Preise

### Lolly Awards

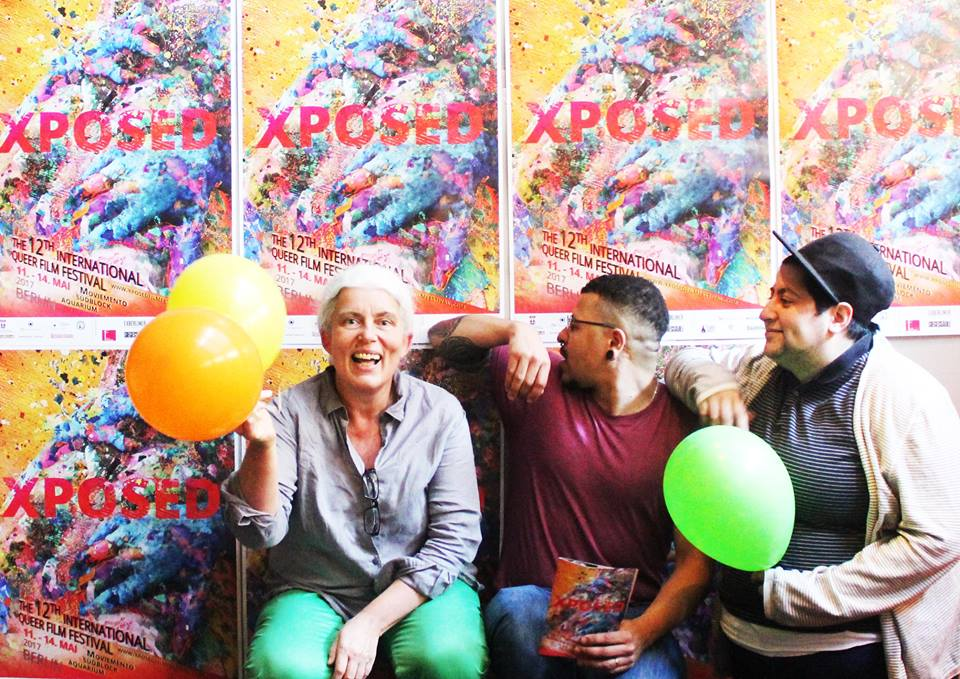
Jury des Xposed Festivals 2017: Ulrike Zimmermann, Jasco Viefhues und Zoya (vlnr).

Am Ende des Festivals werden die Lolly Awards vergeben. 2023 schuf die Jury neue Bezeichnungen für die Preise.

#### 2010er Jahre
Seit 2011 gewannen:
- 2011:
  - Bester XPOSED Kurzfilm: Muro, Regie: Juanma Carrillo
  - Bester deutscher Kurzfilm: Mann mit Bart, Regie: Maria Pavlidou
  - Bester internationaler Kurzfilm: Steam, Regie: Eldar Rappaport

- 2012
  - Bester XPOSED Kurzfilm: Through the Window, Regie: Chen Shumowitz
  - Bester deutscher Kurzfilm: Zucht und Ordnung, Regie: Jan Soldat
  - Bester internationaler Kurzfilm: The Buried, Regie: Jonathan Pope Evans

- 2013
  - Bester XPOSED Kurzfilm: Es hat mich sehr gefreut, Regie: Mara Mattuschka
  - Bester deutscher Kurzfilm: It's Consuming Me, Regie: Kai Staenicke
  - Bester internationaler Kurzfilm: Gingers, Regie: Antonio da Silva

- 2014
  - Bester XPLICIT Kurzfilm: Want Some Oranges, Regie: Goodyn Green
  - Bester XPOSED Kurzfilm: Undress Me, Regie: Victor Lindgren
  - Bester deutscher Kurzfilm: Off White Tulips, Regie: Aykan Safoglu
  - Bester internationaler Kurzfilm: Hatch, Regie: Christoph Kuschnig

- 2015
  - Bester XPOSED Kurzfilm: Shyness Is Nice, Regie: Anna Helme
  - Bester deutscher Kurzfilm: Please Relax Now, Regie: Vika Kirchenbauer
  - Bester internationaler Kurzfilm: Hole, Regie: Martin Edralin
  - Audience Choice Lolly Award for the best Short Film: Hole, Regie: Martin Edralin, und Fahrt zur Hölle, Regie: Henning Beckhoff

- 2016
  - Bester XPOSED Kurzfilm: American Reflexxx, Regie: Alli Coates
  - Bester deutscher Kurzfilm: Heimat XXX, Regie: Sebastian Dominic Auer
  - The Audience Choice Lolly Award for the best Short Film : Gospel of Anasyrma, Regie: Elene Naveriani

- 2017
  - Bester XPOSED Kurzfilm: The Fox Exploits the Tiger's Might, Regie: Lucky Kuswandi
  - Bester deutscher Kurzfilm: Boy, Regie: Yalda Afsah
  - The Audience Choice Lolly Award for the best Short Film: Boy, Regie: Yalda Afsah

- 2018
  - Bester XPOSED Kurzfilm: My Own Wings, Regie: Katia Repina und Carla Moral, und Latifúndio, Regie: Érica Sarmet
  - Bester deutscher Kurzfilm: Riot Not Diet, Regie: Julia Fuhr Mann
  - The Audience Choice Lolly Award for the best Short Film: Everything That I'm Not, Regie: Roman Manfredi

- 2019
  - Bester XPOSED Kurzfilm: Something Said, Regie: Jay Bernard
  - Bester deutscher Kurzfilm: Marguerite, Regie: Marianne Farley
  - The Audience Choice Feature Film Lolly Award: The Sign For Love, Regie: El-Ad Cohen und Iris Ben Moshe

#### 2020er Jahre
- 2021
  - Surpreme Lolly Award: International Dawn Chorus Day, Regie: John Greyson
  - Political Lolly Award: Quebramar (Breakwater), Regie: Cris Lyra
  - Experimental Lolly Award: Barbès, Regie: Randa Maroufi

- 2022:[10]
  - Uma Paciéncia Selvagem me Trouxe Até (A Wild Patience has taken me here), Regie: Érica Sarmet, Brasilien, 2021
  - Sitt el Beit (The Lady of the House), Regie: Anya Kneez, USA, 2021
  - อนินทรีย์แดง (Red Aninsri; Or, Tiptoeing on the Still Trembling Berlin Wall), Regie: Ratchapoom Boonbunchachoke, Thailand, 2020
  - Sestre (Sisters), Regie: Kukla, Slowenien, 2020
  - XPOSED Audience Award for Short Film: Jackfruit, Regie: Thuy Trang Nguyen, Deutschland, 2021
  - Publikumspreis für den besten Langfilm: Framing Agnes, Regie: Chase Joynt[11]; Dokumentarfilm; Preis geteilt mit: Valentina, Regie: Cássio Pereira dos Santos, Brasilien, 2020

- 2023:[8]
  - Food for thought Award: Tornar-se um Homem na Idade Média (Becoming Male in the Middle Ages), Regie: Pedro Neves Marques, Portugal, 2022
  - Diverse Languages Award: Os Animais Mais Fofos e Engraçados do Mundo  (The Cutest and Funniest Animals in the World), Regie: Renato Sircilli, Brasilien, 2023
  - Relevation Award: Bigger on the Inside, Regie: Angelo Madsen Minax, USA, 2022
  - Lobende Erwähnung: Behind Every Good Man, Regie: Nikolai Ursin, USA, 1967
  - XPOSED Audience Award for Short Film: A Letter to Myself - Valerie, Regie: Omar Gabriel, Libanon / Kanada, 2022
  - Publikumspreis für den besten Langfilm: Kokomo City, Regie: D. Smith, USA, 2023
- 2024:[12]
  - Lolly Award: The River That Never Ends, Regie: John Thomas Trinidad, Philippinen, 2022
  - Lolly Award: Beyond the Golden Line, Regie: SJ Rahatoka, Deutschland, 2024
  - Lolly Award: I Was Never Really Here, Regie: Gabriel Bihina Arrahnio, Deutschland, 2022
  - Lobende Erwähnung: Taking My Time to Dance, Celeste Lapida, Philippinen, 2022
  - Lobende Erwähnung: Queer Exile, Regie: Ahmed Awadalla, Deutschland, 2024
  - Lobende Erwähnung: Flores del otro Patio, Regie: Jorge Cadena, Colombia, Switzerland, 2022
  - Publikumspreis für den besten Kurzfilm: Alex’s Machine (La Machine d’Alex), Mael Le Mée, Frankreich, 2022
  - Publikumspreis für den besten Langfilm: Queendom, Regie: Agniia Galdanova, USA, Frankreich, 2023

### Queer Short Film Fund
Mit dem Queer Short Film Fund fördert das Festival seit 2015 jedes Jahr eine Filmemacherin oder einen Filmemacher bei der Produktion eines queeren Kurzfilms. Zur Finanzierung wurde 2019 eine gemeinnützige Organisation gegründet. Der Preis besteht aus 1.500 Euro in bar, fachlicher Beratung sowie Unterstützung bei der Beschaffung von Ausrüstung und während des Produktionsprozesses.
Es gewannen:
- 2015: Prototypes, Regie: Doireann O’Malley
- 2016: Trilogy of Happiness (endgültiger Titel: The Sea Runs Thru My Veins), Regie: Zara Zandieh[17][18]
- 2017: Pirate Boys, Regie: Pol Merchan[19]
- 2018: Beer! Beer!, Regie: Popo Fan[16]
- 2019: Amigas... Muy Amigas, Regie: Tonina Matamalas
- 2020: Sonic Reverbs, Regie: Sarnt Utamachote[20]
- 2021: Wait Your Turn, Regie: João Carvalho
- 2022: Uncanny Home, Regie: Eric Bitencourt[10]
- 2023: Cabin Fever, Regie: Katrina Singleton[8]
- 2024: Masquerade, Regie: Wellington Almeida[21]